# Leptoclinides uniorbis
Leptoclinides uniorbis is een zakpijpensoort uit de familie van de Didemnidae. De wetenschappelijke naam van de soort werd in 1996 voor het eerst geldig gepubliceerd door Françoise en Claude Monniot.